# Diego Trepin
Diego Trepin (Trento, 30 marzo 1968) è un ex ciclista su strada italiano, professionista dal 1991 al 1994. Seppur non riuscì ad imporsi in nessuna competizione fra i professionisti, ottenne qualche buon piazzamento, come il terzo posto al Giro dell'Appennino 1993.

## Piazzamenti

### Grandi Giri
- Giro d'Italia

1992: 119º
1993: ritirato (14ª tappa)